# باجگاه (ممسنی)
باجگاه روستایی از توابع بخش مرکزی شهرستان ممسنی در استان فارس ایران است.
اکثریت جمعیت این روستا تشکیل شده از فامیل‌های علمداری ،شمس الدینی،نجفی،یوسفی و... می‌باشد و شغل سنتی آنها کشاورزی است.

## جمعیت
این روستا در 5 کیلومتری شهر نورآباد مر کز شهرستان ممسنی قرار دارد و براساس سرشماری مرکز آمار ایران در سال ۱۳۸۵، جمعیت آن ۹۷۵ نفر (۲۱۸خانوار) بوده‌است.